# Экажево
Эка́жево (ингуш. Эккажакъонгий-Юрт, Экажакъонгий-Юрт) — село в Назрановском районе Республики Ингушетия.
Образует муниципальное образование «сельское поселение Экажево», как единственный населённый пункт в его составе.

## География
Село расположено по обоим берегам реки Сунжа, у впадения в неё притока Кенч, напротив Насыр-Кортского и Гамурзиевского округов города Назрань, с которым село соединено автомобильным мостом. Столица республики Магас расположена в 2 км южнее села, село Сурхахи — в 4 км юго-восточнее, в верховьях реки Кенч.

## История
Самые ранние археологические памятники, найденные в окрестностях селения Экажево, относятся к Мустьерской эпохе в Ингушетии. Здесь же находится «Экажевское поселение», относящееся к Куро-араксской культуре (бронзовый век).
Также, селение Экажево входит в зону одного из крупнейших групп археологических памятников (в том числе аланских городищ), где согласно некоторым исследователям мог находиться средневековый Магас — столица Аланского государства, в состав которого входила территория современной Ингушетии.
На сегодняшний день непосредственно в селе Экажево археологами зафиксированы: на восточной окраине села — «Экажевское городище № 1 Ачамза-боарз» («Ачам-боарз»); в 50 м от городища «Ачамза-боарз» — «Экажевское городище № 2»; в 2,5 км к северо-востоку от села — «Экажевское городище № 3».
Село Экажево (ингуш. Экажкъонгий-Юрт) переводится буквально «село сыновей Экажа», первопоселенцами которого были представители фамилии Экажевых  говорит д.ф.н. Алимбек Куркиев в книге «О некоторых топонимических названиях плоскостной Ингушетии» .
С 1944 по 1958 год, в период депортации чеченцев и ингушей и упразднения Чечено-Ингушской АССР, село носило название Ново-Ардонское (Новоардонское, Новый Ардон).
В разное время в самом селе и в его окрестностях были уничтожены такие лидеры террористов, как Шамиль Басаев и Александр Тихомиров. Спецоперации, проведённой в селе, был посвящён ряд обширных статей в правозащитной прессе России и СНГ.

## Население
| 1926    | 1979    | 2002    | 2006    | 2007    | 2008    | 2009    |
| ------- | ------- | ------- | ------- | ------- | ------- | ------- |
| 4478    | ↗7916   | ↗23 156 | ↗23 983 | ↗24 176 | ↗24 594 | ↗24 896 |
| 2010    | 2011    | 2012    | 2013    | 2014    | 2015    | 2016    |
| ↘15 658 | ↗15 714 | ↗16 184 | ↗16 616 | ↗16 939 | ↗17 424 | ↗17 734 |
| 2017    | 2018    | 2019    | 2020    | 2021    | 2023    | 2024    |
| ↗17 958 | ↗18 253 | ↗18 651 | ↗19 036 | ↗27 224 | ↗27 641 | ↗28 006 |
| 2025    |         |         |         |         |         |         |
| ↗28 362 |         |         |         |         |         |         |

Третий по численности населённый пункт сельского типа в республике, 47-й по России.
Национальный состав
По данным Всероссийской переписи населения 2010 года:
| № | Национальность | Численность, чел. | Доля    |
| - | -------------- | ----------------- | ------- |
| 1 | ингуши         | 15 386            | 98,26 % |
| 2 | другие         | 272               | 1,74 %  |

## Инфраструктура
В Экажево действуют 6 общеобразовательных школ. Крупнейшее в республике картофелеводческое хозяйство.

## Известные уроженцы
- Албогачиев Артаган — депутат, делегат. Герой социалистического труда.
- Костоев Исса — государственный советник юстиции 2 класса. Следователь, известен поимкой маньяка Андрея Чикатило.
- Костоев Абубукар — полковник милиции. Герой Российской Федерации
- Хадзиев Хизир — абрек, национальный герой ингушей.